# Música de Guinea Bissau

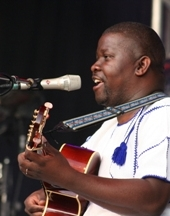
Manecas Costa, músic de Guinea Bissau

La música de Guinea Bissau és associada amb el gènere musical polirítmic gumbe, els gèneres més exportats tina i tinga i altres gèneres populars.

## Música nacional
Va declarar la independència de Portugal el 1973 després d'una llarga lluita. Esta é a Nossa Pátria Bem Amada, compost per Xiao He amb lletra d'Amílcar Cabral, és l'himne Nacional de Guinea Bissau, com també ho va ser de Cap Verd fins a 1996.
A diferència d'altres colònies portugueses com Brasil, Angola, Moçambic i Cap Verd, l'estil fado va penetrar difícilment en la música de Guinea Bissau. Tanmateix, les cançons populars són gairebé sempre en crioll de Guinea-Bissau, un crioll de base portuguesa. Sovint són humoristes i tòpiques, que giren entorn dels esdeveniments actuals i temes com la SIDA.

### Critica social i censura
Els cantants populars han tingut una tempestuosa relació amb el govern de Guinea Bissau. José Carlos Schwarz (Zé Carlos), que va criticar l'administració, va morir en un accident aeri a l'Havana sota circumstàncies sospitoses. Posteriorment Super Mama Djambo va recolzar al Partit Africà per la Independència de Guinea i Cap Verd mentre es burlava del seu nepotisme i de la corrupció política.
Alguns artistes van ser prohibits pel govern, inclòs Zé Manel, després de començar a cantar Tustumunhus di aonti (1983), usant lletres escrites pel poeta Huco Monteiro. Justino Delgado, un altre cantant popular, va ser arrestat per criticar al president João Bernardo Vieira. Els disturbis civils i una petita població han limitat la influència més àmplia de la música del país.

## Música tradicional
Els 1.596.677 habitants de Guinea Bissau (estimació de juliol de 2011) són balantes (30%), fulbe (20%), manjacs (14%), malinkes (13%) i papels (7%). La població europea i mulata és inferior a l'1% i hi ha una petita població xinesa.
La paraula "gumbe" s'utilitza de forma genèrica per referir-se a qualsevol música del país, però es refereix específicament a un estil únic que fusiona unes deu de les tradicions populars del país. Els balantes toquen una mena de llaüt anomenat "kusunde", similar a l'akonting dels diola però amb la cadena més curta (A # / B) a la part inferior que la part superior. La cadena superior és de longitud mitjana (obre F #, aturada G #) mentre que la cadena mitjana, la més llarga (C # oberta, aturada D #) s'atura per la cadena superior i sona el mateix.
Les tradicions folklòriques extensives inclouen música cerimonial usades en funerals, iniciació i altres rituals, així com el brosca i kussundé dels balantes, el djambadon dels mandinkes i el so kundere de les illes Bijagos. Kimi Djabaté destaca amb la kora.
El calabash és el principal instrument musical de Guinea Bissau, i s'utilitza en una música de ball molt ràpida i rítmicament complexa.

## Música popular
Gumbe, el primer gènere popular que va sorgir al país després de la independència, va començar el 1973 amb l'enregistrament de M'Ba Bolama d'Ernesto Dabó a Lisboa. El productor de discos de Dabó, Zé Carlos, havia format el popular Cobiana Djazz en 1972. La propera banda popular va ser Super Mama Djombo amb el seu debut de 1980, Cambança, seguit per Africa Livre, Chifre Preto i Kapa Negra.
A la dècada de 1980 es van començar a popularitzar gèneres com kussundé, dirigits per Kaba Mané, amb Chefo Mae Mae on utilitza lletres balanta amb guitarra elèctrica. La música popular angolesa anomenada kizomba, aplega diversos artistes que canten tant en anglès com en portuguès.

## Discografia
- Discography of Guinea Bissauan recordings - Radio Africa, Graeme Counsel